# Virola carinata
Virola carinata (Benth.) Warb.  è un albero della famiglia Myristicaceae originario  dell'America del sud.

## Descrizione
Si presenta come un albero sempreverde che cresce fino ai 30 metri di altezza. Il frutto è ovoidale, lungo dai 16 ai 20 millimetri in gruppi da 4 a 12.

## Biochimica
Parti della pianta contengono dimetiltriptamina.